# Бебешко Наталія Іванівна
Ната́лія Іва́нівна Бебешко (?, село Водяне, тепер Кам'янсько-Дніпровського району Запорізької області — ?) — українська радянська діячка, вчителька Кам'янсько-Дніпровської середньої школи № 1 Запорізької області. Депутат Верховної Ради УРСР 4-го скликання.

## Біографія
Народилася в родині вчителя. Закінчила школу в селі Водяному Кам'янсько-Дніпровського району Запорізької області.
Потім закінчила Запорізький педагогічний інститут. З 1935 року працювала вчителькою математики.
З 1943 року — вчителька математики Кам'янсько-Дніпровської середньої школи № 1 Запорізької області.

## Нагороди
- ордени
- медаль «За доблесну працю у Великій Вітчизняній війні 1941—1945 рр.»
- медалі
- значок «Відмінник народної освіти»